# Michael Preston
Michael „Mike“ Preston (* 14. Mai 1938 in Hackney, London), geboren als Jack Davies, ist ein britischer Schauspieler, Sänger und ehemaliger Boxer.

## Leben und Karriere
Preston wurde als Jack Davies im Metropolitan Borough of Hackney in der Grafschaft London geboren, dem heutigen London Borough of Hackney in der Grafschaft Greater London.
Er begann seine Karriere als Boxer und war später als Sänger erfolgreich. Nach einem Auftritt in der britischen Jugend-Musiksendung Oh Boy! auf ITV hatte er drei Top-40-Hits in den britischen Singles-Charts, darunter Platz 12 mit einer Coverversion von Dewayne Blackwells Mr. Blue im November 1959, und war bei Decca Records unter Vertrag. Seine dritte Platte, eine Interpretation von Ewan MacColls Dirty Old Town, wurde 1959 von Joe Meek produziert.
Anfang der 1960er Jahre emigrierte er nach Australien, wo er zunächst in Nachtclubs sang. Zwischen 1968 und 1972 folgten weitere Veröffentlichungen bei Spin Records und Fable Records, die aber nur noch hintere Chartplätze in Australien erreichten.
1968 wurde Preston ein Moderator von In Melbourne Tonight und war ab 1969 regelmäßig als Gast in der Spielshow The Celebrity Game zu sehen, deren Neuauflage er in den Jahren 1976 und 1977 selbst moderierte.
Seine erste durchgehende Hauptrolle im australischen Fernsehen hatte Mike Preston 1972 und 1973 als Senior Detective Bob Delaney in 42 Folgen der Polizeiserie Homicide. Danach hatte er zwischen 1974 und 1976 eine wiederkehrende Rolle in der Seifenoper Bellbird als Pater John Kramer. 1981 übernahm er eine Hauptrolle in der kurzlebigen Gefängnisserie Punishment.
In den Vereinigten Staaten verkörperte Preston ab 1984 Alec Shaw in Hot Pursuit; es folgten zahlreiche Gastauftritte in Fernsehserien wie Das A-Team, Max Headroom, Airwolf, Agentin mit Herz, Alien Nation, Ellen, Highlander und zuletzt in der Serie Baywatch Nights.
Preston wirkte auch in mehreren Filmen mit. Sein erster Spielfilm war im Jahr 1969 Surabaya Conspiracy. Weitere Filmrollen waren die des Pappagallo in Mad Max II – Der Vollstrecker im Jahr 1981, seine bekannteste Rolle, und Jared-Syn in dem Science-Fiction-B-Movie Metalstorm: The Destruction of Jared-Syn im Jahr 1983. Für seine Rolle in The Last of the Knucklemen von Tim Burstall wurde er 1979 für den AACTA Award als bester Hauptdarsteller nominiert.
Im deutschen Sprachraum wurde Preston unter anderem von Rüdiger Bahr, Jörg Döring, Dirk Galuba, Norbert Gastell, Helmut Gauß, Ulrich Gressieker, Jürgen Kluckert, Raimund Krone, Reinhard Kuhnert, Manfred Lehmann, Engelbert von Nordhausen, Christian Rode, Reinhard Scheunemann, Jürgen Thormann, Manfred Trilling und Harry Wüstenhagen synchronisiert.

## Filmografie (Auswahl)

### Film
- 1960: Climb Up the Wall
- 1969: Surabaya Conspiracy
- 1976: The Professional Touch (Fernsehfilm)
- 1976: Barney
- 1977: All at Sea (Fernsehfilm)
- 1979: The Last of the Knucklemen[7]
- 1980: …Maybe This Time
- 1981: Mad Max II – Der Vollstrecker
- 1982: Duet for Four
- 1983: Metalstorm – Die Vernichtung des Jared-Syn (Metalstorm: The Destruction of Jared-Syn)
- 1983: Agatha Christie: Das Mörderfoto (Fernsehfilm; A Caribbean Mystery)
- 1985: Big Trouble in Hongkong (Fernsehfilm; Blade in Hong Kong)
- 1985: Das Omega-Projekt (Fernsehfilm; J.O.E. and the Colonel)
- 1986: Mike Hammer – Kidnapping in Hollywood (Fernsehfilm; The Return of Mickey Spillane’s Mike Hammer)
- 1987: Ein chinesisches Schlitzohr (Fernsehfilm; Harry’s Hong Kong)
- 1987: Die Flucht ohne Ende (Fernsehfilm; The Long Journey Home)
- 1988: Perry Mason: Die Tote im See (Fernsehfilm; Perry Mason: The Case of the Lady in the Lake)
- 1996: Nichts als Trouble mit den Frauen
- 1997: Steel – Der stählerne Held
- 2002: The Getaway (Computerspiel)

### Fernsehen
- 1958: Six-Five Special
- 1959: Oh Boy!
- 1961–1965: Thank Your Lucky Stars
- 1963–1965: Discs a Go-Go
- 1969: The Rose and Crown
- 1969: In Melbourne Tonight
- 1970: The Mike Walsh Show
- 1971: Young Talent Time
- 1972–1973: Homicide
- 1974: The Ernie Sigley Show
- 1974: Ted Hamilton’s Musical World
- 1974: Dixon of Dock Green
- 1974: Silent Number
- 1974: Jagd nach Gold (Rush)
- 1974–1976: Bellbird
- 1975: The Graham Kennedy Show
- 1975: Something Special
- 1976: Tandarra (Miniserie)
- 1977: The Celebrity Game
- 1978: Chopper Squad
- 1980: Cop Shop
- 1981: Punishment
- 1982–1983: M.P.S.I.B.
- 1983: Frank Buck – Abenteuer in Malaysia
- 1984: Mike Hammer
- 1984: Australien-Express
- 1984: Große Märchen mit großen Stars (Faerie Tale Theatre: Snow White and the Seven Dwarfs)
- 1984–1985: Hot Pursuit
- 1984–1985: Das A-Team
- 1985: Mode, Models und Intrigen
- 1985: Agentin mit Herz
- 1985: Airwolf
- 1986: Remington Steele
- 1986: Shadow Chasers
- 1987: Hunter
- 1987: Airwolf
- 1987: Fame – Der Weg zum Ruhm
- 1987: Outlaws
- 1987: The Facts of Life
- 1988: Max Headroom
- 1989: Zeit des Grauens (Miniserie; Something Is Out There)
- 1990: Disney-Land (The Magical World of Disney)
- 1990: Superboy
- 1990: Spacecop L.A.
- 1990: Super Force
- 1991: Jake und McCabe – Durch dick und dünn
- 1993: Die Verschwörer
- 1995: Renegade – Gnadenlose Jagd
- 1995: Highlander
- 1995: Baywatch Nights
- 1997: Ellen
- 1998: Law & Order

## Diskografie
- 1958: A House, A Car And A Wedding Ring / My Lucky Love (USA Nr. 93, Australien Nr. 18; Decca Records)
- 1958: Why, Why Why / Whispering Grass
- 1959: In Surabaya / Dirty Old Town
- 1959: Mr. Blue / Just Ask Your Heart (UK Nr. 12)
- 1960: Too Old / A Girl Like You
- 1960: I’d Do Anything / Where Is Love (UK Nr. 23)
- 1960: Togetherness / Farewell My Love (UK Nr. 41)
- 1961: Marry Me / Girl Without a Heart (UK Nr. 14)
- 1963: Punish Her / From the Very First Rose
- 1968: Dear Heart / Wonderful, Wonderful World (Australien Nr. 20 Kent-Chart, Nr. 34 Go-Set-Chart; Spin Records)
- 1968: Christmas Alphabet (Australien Nr. 71 Kent-Chart; Spin Records)
- 1969: Buona Sera Mrs. Campbell (Australien Nr. 64 Kent-Chart; Spin Records)
- 1972: Why (Australien Nr. 70; Fable Records)[5][6]

## Auszeichnungen und Nominierungen
- 1969: Logie Award in der Kategorie „Best Male Personality“ (Victoria)
- 1970: Logie Award in der Kategorie „Best Male Personality“ (Victoria)
- 1979: Nominiert für einen AFI Award in der Kategorie „Best Actor in a Lead Role“ (The Last of the Knucklemen)[7]